# Concorde (métro de Paris)
Pour les articles homonymes, voir Concorde.
Concorde est une station des lignes 1, 8 et 12 du métro de Paris, située à la limite des 1er et 8e arrondissements de Paris.

## Situation
La station est implantée sous la partie nord de la place de la Concorde, à la limite administrative entre le quartier Saint-Germain-l'Auxerrois au sud-est, le quartier de la Place-Vendôme à l'est, le quartier des Champs-Élysées à l'ouest et le quartier de la Madeleine au nord-ouest. Les quais sont établis :
- sur la ligne 1, au nord-est de la place et en légère courbe sous le débouché de la rue de Rivoli, selon un axe approximativement orienté nord-ouest/sud-est ;
- sur la ligne 8 , au nord de la place selon l'axe de la rue Royale, approximativement orientée nord-est/sud-ouest ;
- sur la ligne 12, au nord-est de la place le long du jardin des Tuileries, quasi parallèlement à celle de la ligne 8, dans l'axe de la rue Saint-Florentin.

Le point d'arrêt de la ligne 1 s'intercale entre les stations Champs-Élysées - Clemenceau et Tuileries. Celui de la ligne 8 est encadré par les stations Invalides et Madeleine (tout en étant séparé de la première par la Seine que la ligne franchit au moyen d'une traversée sous-fluviale), tandis que la station de la ligne 12 se trouve entre Madeleine et Assemblée Nationale (cette dernière se trouvant également sur l'autre rive de la Seine, franchie en souterrain).
Un raccordement de service à voie unique s'embranche en pointe sur la voie de la ligne 1 en direction de Château de Vincennes, sous l'avenue des Champs-Élysées en amont de la station, pour venir se raccorder en pointe également à la voie de la ligne 8 en direction de Balard, en aval de la station.

## Histoire

### Mises en service
La station est ouverte le 13 août 1900 par la Compagnie du chemin de fer métropolitain de Paris (dite CMP), soit un peu moins d'un mois après la mise en service le 19 juillet 1900 du premier tronçon de la ligne 1 entre Porte de Vincennes et Porte Maillot, lequel marque officiellement la naissance du métro de Paris. Jusqu'à l'achèvement de la station, les trains la traversaient sans y marquer l'arrêt.
Le 5 novembre 1910, la station de la ligne A de la Société du chemin de fer électrique souterrain Nord-Sud de Paris (dite Nord-Sud) est ouverte avec l'inauguration de son premier tronçon entre Porte de Versailles et le terminus provisoire de Notre-Dame-de-Lorette.
Celle de la ligne 8 de la CMP est ouverte à son tour le 12 mars 1914, soit huit mois après la mise en service de son premier tronçon entre Opéra et Beaugrenelle (actuelle station Charles Michels sur la ligne 10), prolongé entre-temps depuis cette dernière jusqu'à Porte d'Auteuil. De même que la station de la ligne 1, les rames la traversaient sans en assurer la desserte jusqu'à son achèvement.
Le 27 mars 1931, la ligne A devient l'actuelle ligne 12 du métro à la suite de l'absorption de la société du Nord-Sud le 1er janvier 1930 par sa concurrente, la CMP, qui gérait jusqu'alors la concession de l'essentiel des autres lignes du réseau.

### Origine du nom
La station doit sa dénomination à son implantation sous la place de la Concorde, plus grande place de Paris, dont le nom aurait été choisi par le Directoire afin de marquer la réconciliation des Français après les excès de la Terreur, dont la place précitée fut un acteur majeur.

### Faits divers
La station de la ligne 1 est le théâtre du premier accident du métro de Paris, le 19 octobre 1900. Consécutivement à un défaut de captation du courant entre les frotteurs électriques d'une rame en bois, installés sur la motrice, et le rail conducteur de courant posé au sol, se produisent des courts-circuits à l'origine d’un incendie, lequel occasionne une collision avec le train suivant. Cet accident cause 38 blessés, dont quatre dans un état grave (trois voyageurs et un mécanicien).
Le 17 octobre 1961, des Algériens sont parqués à l'intérieur de la station Concorde lors de la répression policière de leur manifestation, dans le contexte de la guerre d'indépendance algérienne. Le photographe Élie Kagan immortalise l'événement à travers plusieurs photographies.

### Aménagements
Les quais de la ligne 12 sont décorés dès l'origine dans le style caractéristique de la société du Nord-Sud, de couleur verte comme il en est d'usage dans les stations de correspondance et les terminus, selon les codes graphiques de la compagnie précitée. Cette teinte s'applique aux cadres publicitaires et aux entourages du nom de la station, en faïence à motifs végétaux et lettres « NS » entrelacées, ainsi qu'aux dessins géométriques sur les piédroits et la voûte. Le nom de la station est incorporé dans la céramique murale en blanc sur fond bleu, de petite taille au-dessus des publicités et de très grande taille entre celles-ci, tandis que les directions de la ligne sont inscrites sur la faïence des tympans, au-dessus des tunnels.
Comme l'ensemble des points d'arrêt de la ligne 12 de 1959 à 1960, ses quais sont modernisés par la mise en place d'un carrossage métallique sur les piédroits, doté de montants horizontaux verts et de cadres publicitaires dorés éclairés par le haut. Cette technique d'aménagement est alors largement déployée sur le réseau en tant que moyen de rénover les stations rapidement et à moindre coût.
Entre 1976 et 1979, les points d'arrêt des lignes 1 et 8 sont les premières stations à couverture métallique du réseau à être intégralement rénovées dans le style décoratif « Andreu-Motte », mettant en valeur le tablier par l'application de couleurs faisant exception à la charte d'aménagement définie par son concepteur Joseph-André Motte. La station de la ligne 1 est ainsi traitée en rose tyrien, tandis que celle de la ligne 8 l'est en violet, avec le remplacement des faïences blanches biseautées d'origine par de grands carreaux blancs plats dans les deux cas. En outre, les voûtains au plafond de la ligne 8 ont la particularité d'être peints en jaune (couleur complémentaire du violet), jusqu'au début des années 2010 où ils seront repeints en blanc.
En 1991, les quais de la ligne 12 perdent leur carrossage publicitaire ainsi que leurs faïences « Nord-Sud » d'origine au profit d'un aménagement culturel spécifique, sur le thème de la Déclaration des droits de l'homme et du citoyen de 1789, imaginé par l'artiste et architecte belge Françoise Schein.
La station de la ligne 8 comportait jusqu'en 1997 une troisième voie en impasse le long du quai en direction de Créteil, dont l'entrée se situait à l'extrémité nord. Elle est supprimée lors de la création de bureaux à son emplacement, décidée par la RATP.
Dans le cadre des travaux d'automatisation de la ligne 1, ses quais rehaussés le week-end des 13 et 14 juin 2009 afin d'être nivelés avec le plancher des rames de métro et de recevoir des portes palières, dont la pose se déroule en octobre 2010.
Jusqu'au milieu des années 2010, l'un des couloirs d'accès à la ligne 12 comportait, sur le côté, des portillons dotés de plaques émaillées similaires à celles que l'on trouvait à bord des anciennes rames Sprague-Thomson de l'ex-société du Nord-Sud. Ils disparaissent à l'occasion de la rénovation des couloirs de la station, effectuée dans le cadre du programme « Un métro + beau » de la RATP. Cette modernisation nécessite alors la fermeture temporaire des quais de la ligne 8 du 11 avril 2016 jusqu'à l'achèvement des travaux le 30 juin suivant.

### Fréquentation
Selon les estimations de la RATP, la station a vu entrer 6 115 023 voyageurs en 2019, ce qui la place à la 58e position des stations de métro pour sa fréquentation. En 2020, avec la crise du Covid-19, son trafic annuel tombe à 2 617 251 voyageurs, la reléguant alors au 75e rang, avant de remonter progressivement en 2021 avec 3 401 219 entrants comptabilisés, ce qui la rétrograde cependant à la 86e position des stations du réseau pour sa fréquentation cette année-là.

## Services aux voyageurs

### Accès
La station dispose de six accès, agrémentés pour la plupart de balustrades en pierre de taille : 
- Accès 1 donnant place de la Concorde et rue Royale du côté des nos impairs (48° 52′ 01″ N, 2° 19′ 18″ E) ;
- Accès 2 donnant place de la Concorde et rue Royale du côté des nos pairs (48° 52′ 00″ N, 2° 19′ 21″ E) ;
- Accès 3 donnant à l'angle de la rue de Rivoli et de la rue Saint-Florentin (48° 51′ 59″ N, 2° 19′ 25″ E) ;
- Accès 4 donnant rue Cambon (48° 51′ 57″ N, 2° 19′ 30″ E) ;
- Accès 5 donnant rue de Rivoli du côté du jardin des Tuileries (48° 51′ 59″ N, 2° 19′ 25″ E) ;
- Accès 6 donnant rue de Rivoli, près de la galerie nationale du Jeu de Paume et du musée de l'Orangerie (48° 51′ 58″ N, 2° 19′ 24″ E).

Accès à la station
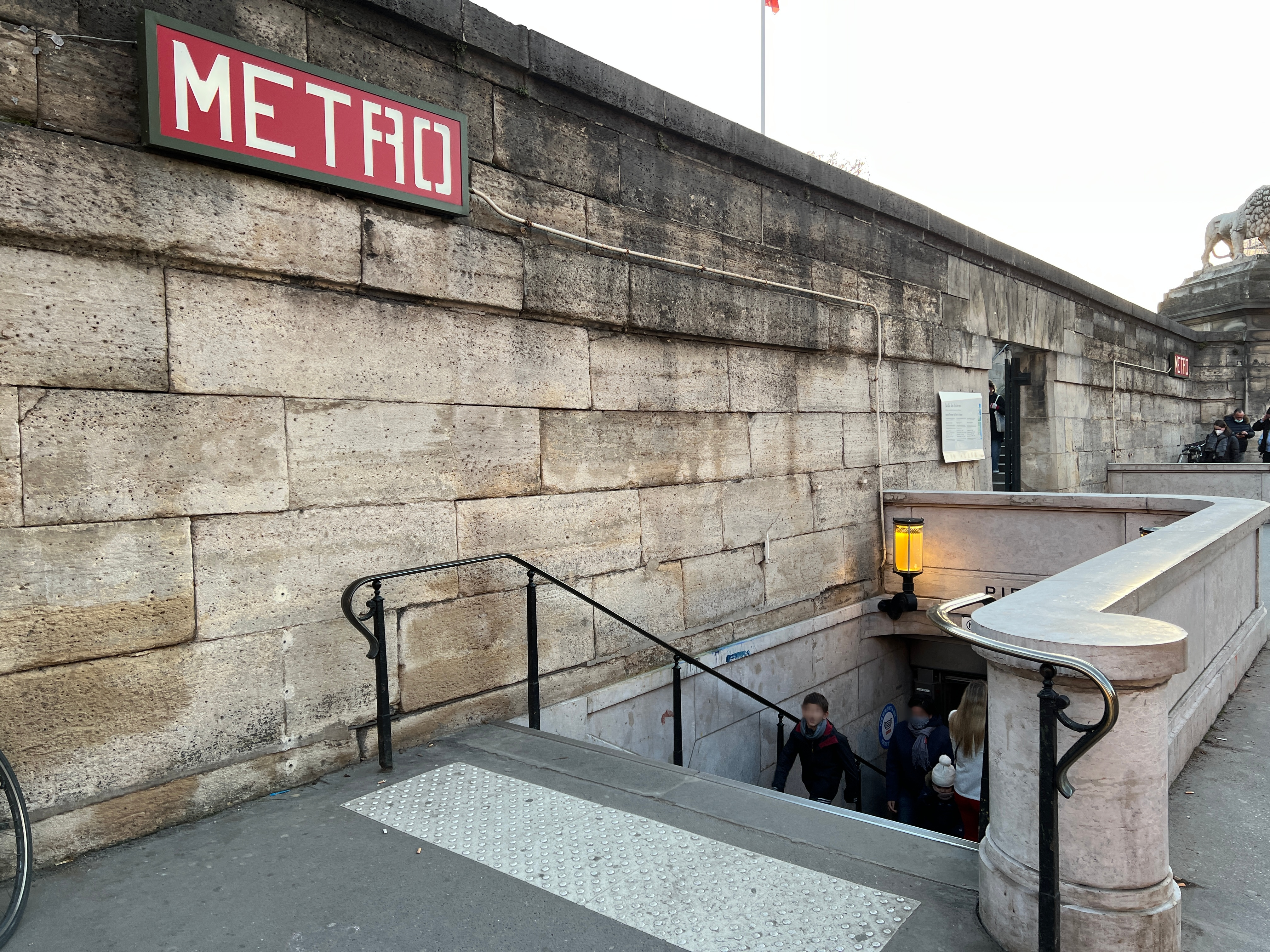
L'accès no 1 « Jeu de Paume ».
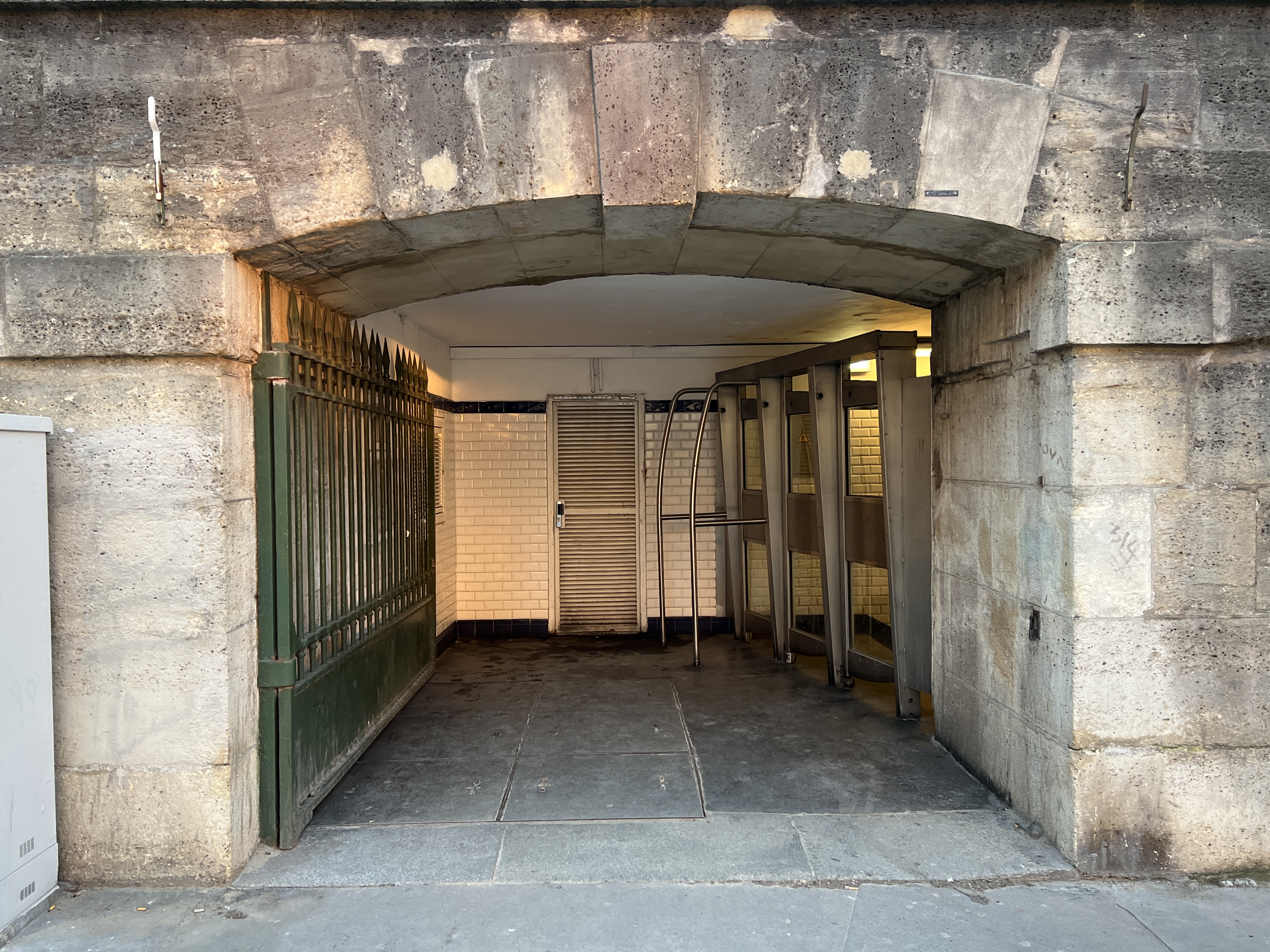
L'accès no 2 « Rue de Rivoli ».
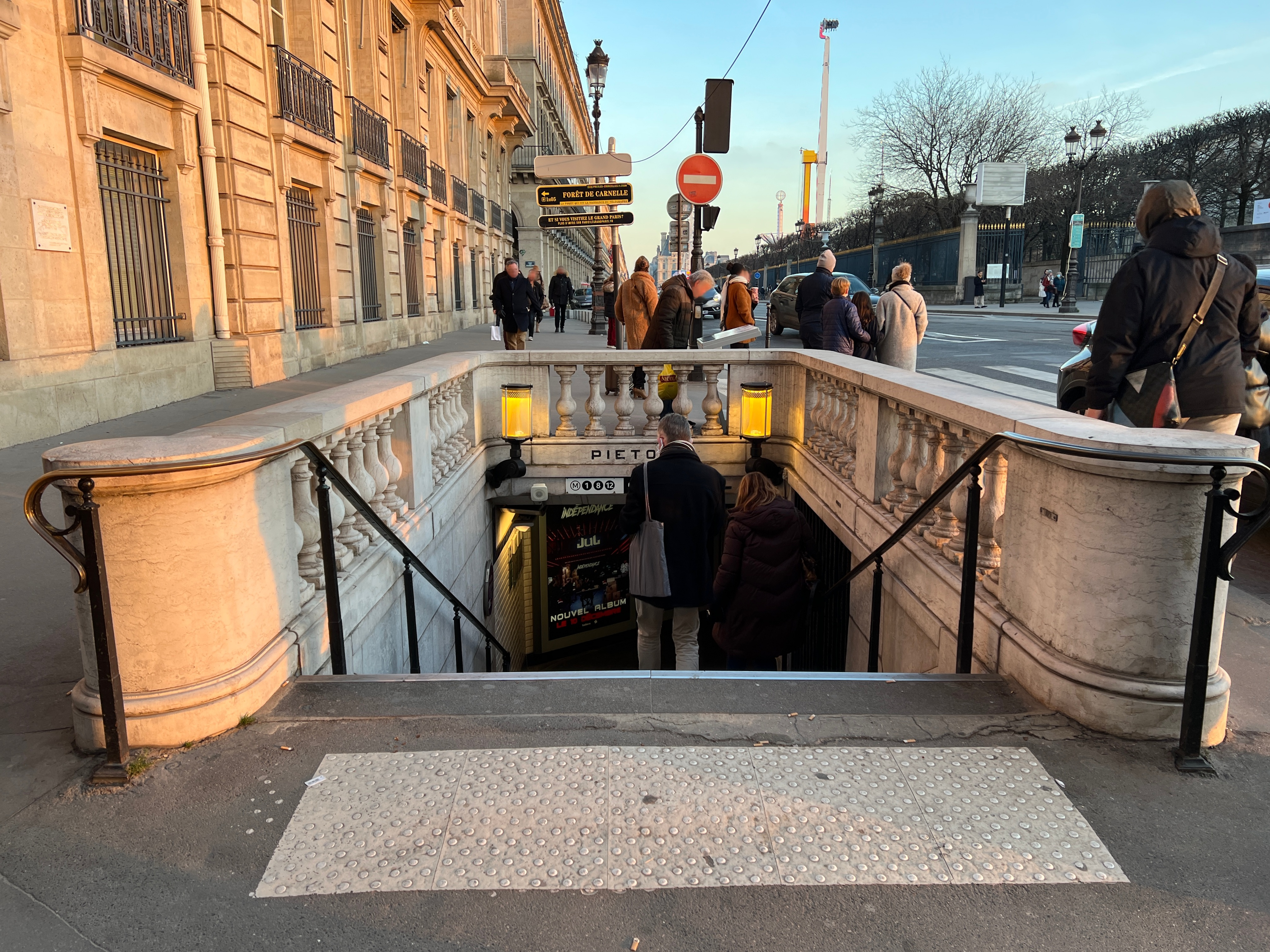
L'accès no 3 « Rue Saint-Florentin ».
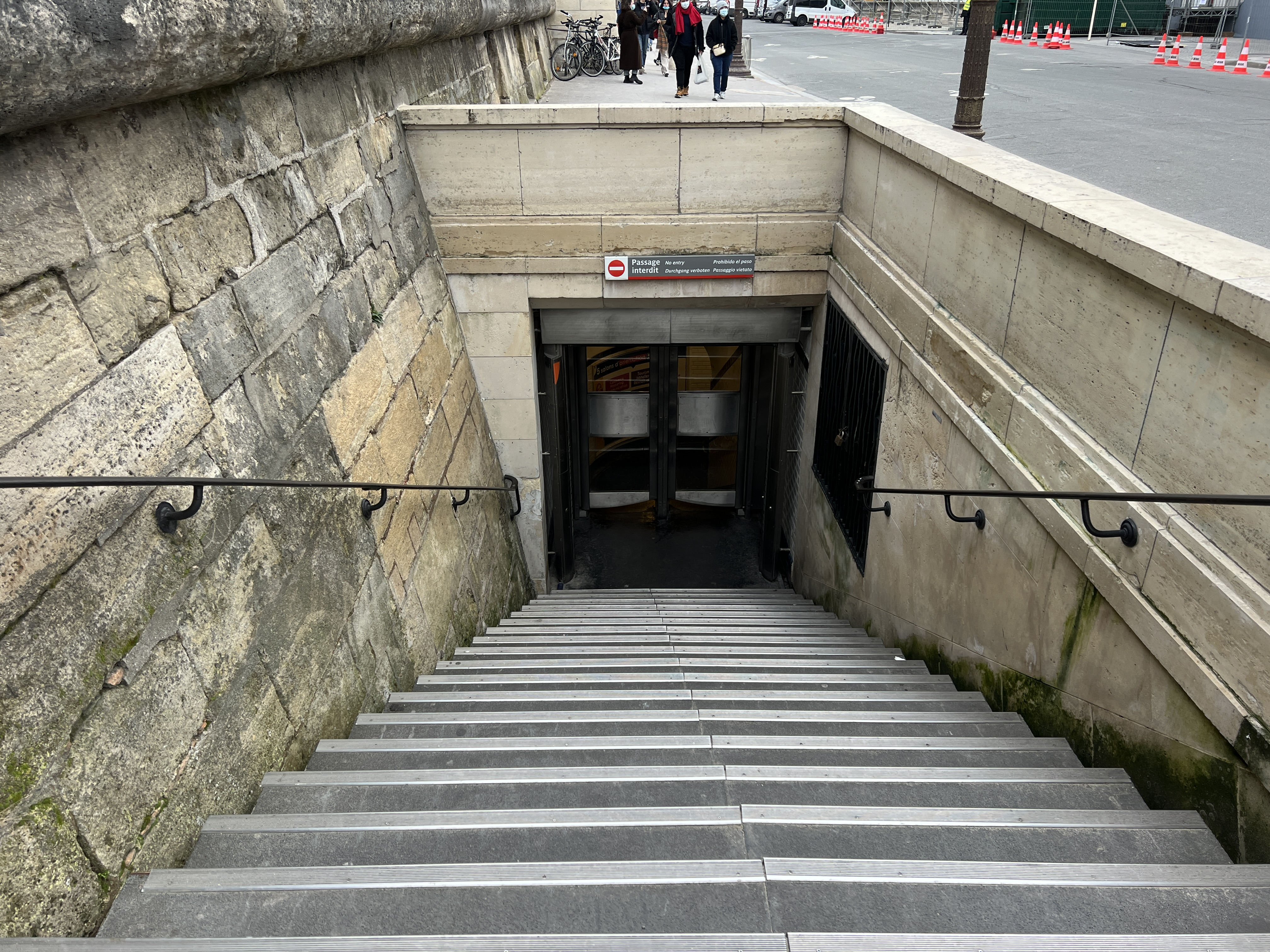
L'accès no 4 « Musée de l'Orangerie ».
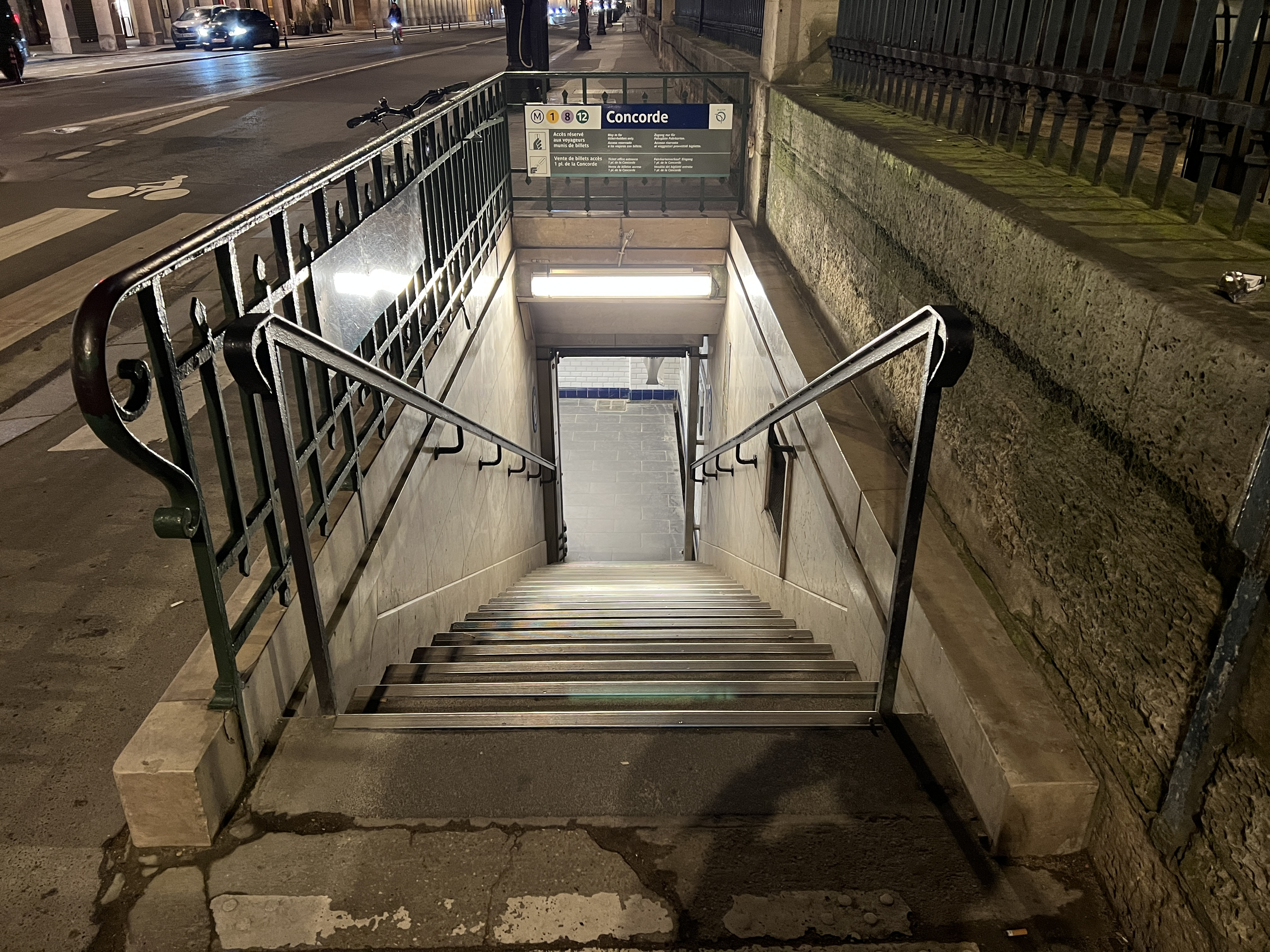
L'accès no 5 « Rue Cambon ».
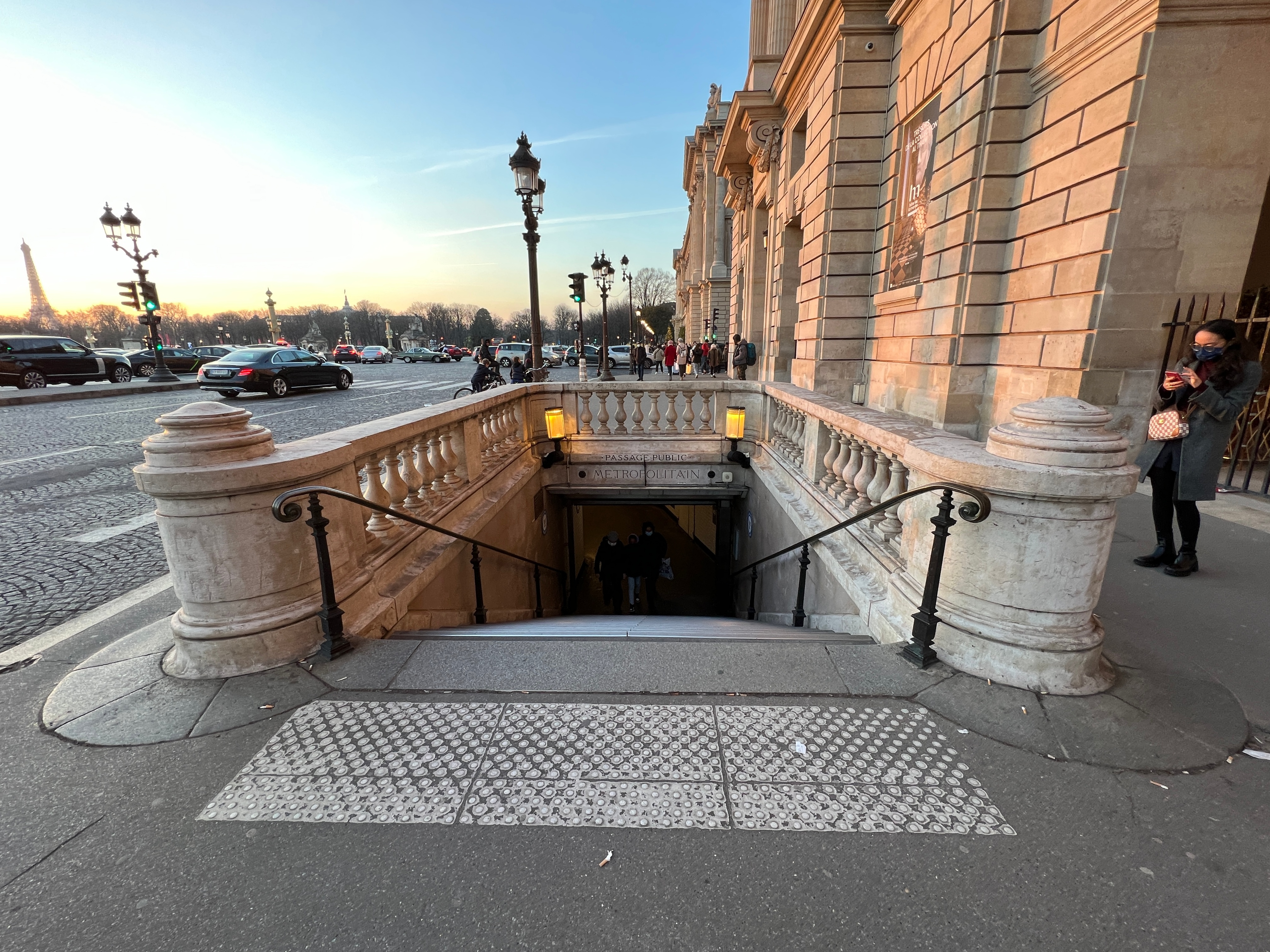
L'accès no 6 « Rue Royale ».
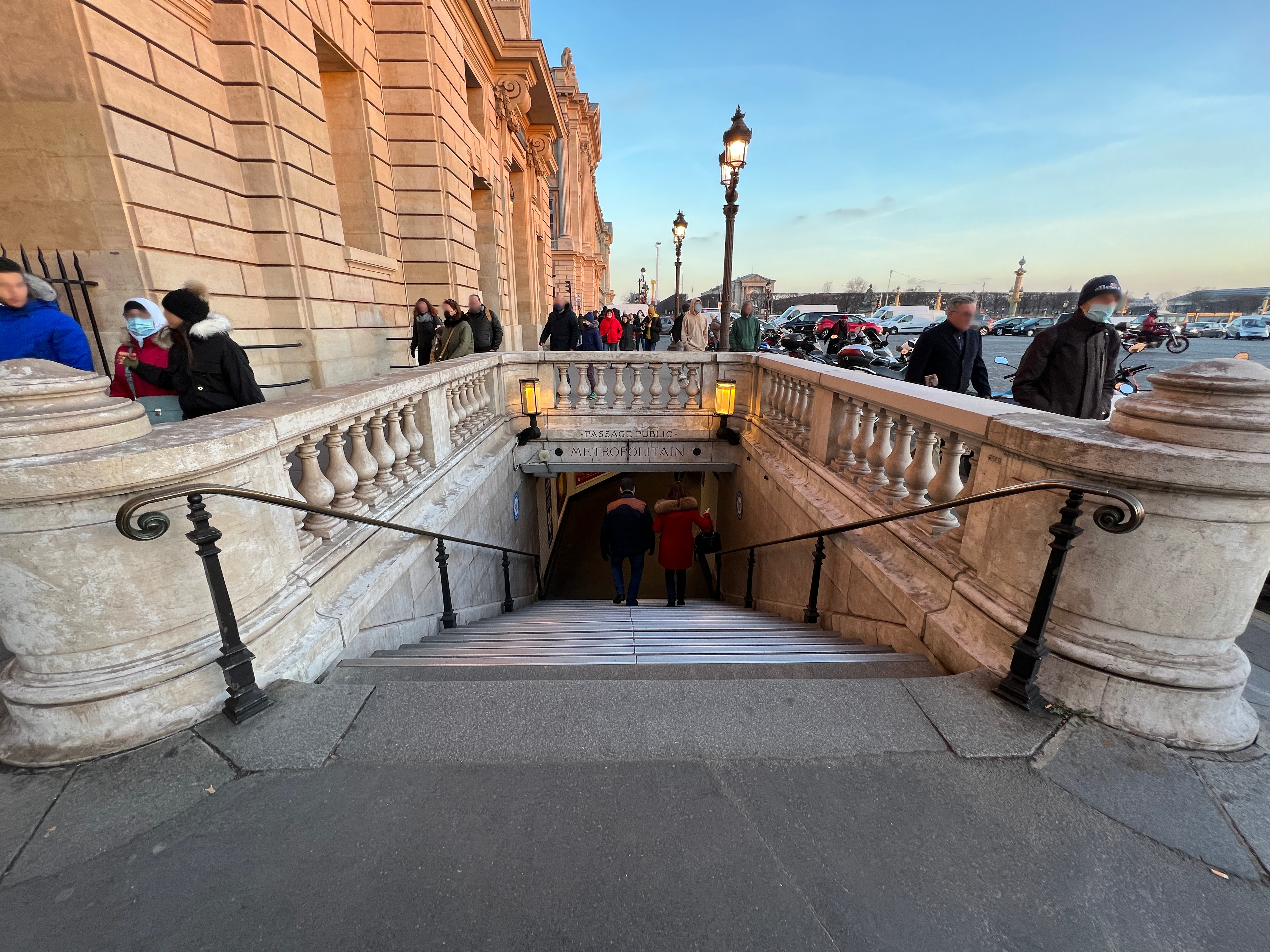
L'accès no 7 « Avenue Gabriel ».

.

### Quais
Les quais des trois lignes sont de configuration standard : au nombre de deux par point d'arrêt, ils sont séparés par les voies du métro situées au centre. Ceux de la ligne 1 mesurent 90 mètres de longueur, tandis que ceux des lignes 8 et 12 sont d'une longueur plus conventionnelle de 75 mètres.
Le plafond de la station de la ligne 1 est un tablier métallique dont les poutres sont supportées par des piédroits verticaux. Les quais sont décorés en style « Andreu-Motte » et ont la particularité d'être la seule station de ce style à être traitée en rose (il s'agit toutefois d'un rose tyrien, proche du rouge). Cette couleur est appliquée sur les deux bandeaux d'éclairage et sur la structure métallique du tablier. Les banquettes sont dotées de grands carreaux plats blancs d'aspect vitrifié, comme les pieds-droits et les tympans. Les quais sont équipés de sièges du style « Motte » de couleur violette qui en ont supplanté d'autres de couleur rose parmi lesquels ils étaient auparavant disposés, ainsi que de portes palières. Le nom de la station est inscrit sur des plaques émaillées en police de caractères Parisine et les cadres publicitaires sont métalliques.
La station de la ligne 8, également à fleur de sol et en style « Motte », est aussi l'une des trois seules de ce style à exister en violet avec Palais Royal - Musée du Louvre sur la ligne 1 et Opéra sur la ligne 3. Appliquée sur le tablier métallique, le bandeau et la plupart des sièges, cette teinte fait partie du lexique des stations exceptionnelles de type Andreu-Motte, de même que le rose de la station de la ligne 1. Comme pour cette dernière, de grands carreaux plats recouvrent les tympans et les piédroits verticaux, mais ces derniers sont équipés d'écrans publicitaires à la place des traditionnelles affiches ; le quai en direction de Créteil est démuni de banquettes, les sièges étant fixés sur des supports individuels à même le mur qui le sépare d'un ensemble de bureaux aménagés à l'emplacement d'une ancienne voie de garage. Les voûtains du plafond, de dimensions plus réduites qu'à l'ordinaire, avaient la particularité d'être traités en jaune avant d'être repeints en blanc au début des années 2010.
La station de la ligne 12 est en style « Nord-Sud » jusqu'en 1991, lorsqu'elle est décorée d'une œuvre en céramique de l'artiste Françoise Schein constituée de lettres bleues sur fond blanc reconstituant le texte de la Déclaration des droits de l'homme et du citoyen de 1789. Les espaces sont supprimées du texte et la ponctuation est rassemblée à la fin de chaque article. Le nom de la station est inscrit sur la faïence selon la même police de caractère que les multiples lettres et les cadres publicitaires sont également en faïence. La voûte semi-elliptique est recouverte par des traits horizontaux et verticaux de couleur bleu marine. Les quais sont recouverts d'un carrelage gris moucheté, équipés de bancs spécifiques et éclairés par deux bandeaux-tubes. D'autres stations de métro dans le monde ont été conçues sur le même thème par le même artiste comme Parvis de Saint-Gilles à Bruxelles, Parque à Lisbonne ou Westhafen à Berlin, etc.

### Intermodalité
La station est desservie par les lignes 42, 45, 72, 73, 84 et 94 du réseau de bus RATP, par la ligne à vocation touristique Tootbus Paris et, la nuit, par les lignes N11 et N24 du réseau de bus Noctilien.

## À proximité
La place de la Concorde est située sur la rive droite de la Seine en face de l'Assemblée nationale siégeant au palais Bourbon. La place est décorée de statues représentant les différentes villes de France chargées de défendre le pays, comme Lille, Strasbourg, Lyon, Marseille, Bordeaux, Nantes et Brest.
Autour ou près de la place de la Concorde se trouvent la Cour des comptes, l'ambassade des États-Unis, le début de l'avenue des Champs-Élysées et du cours la Reine. Au début du cours est installée la statue honorant Albert Ier, roi des Belges.
La place possède également une entrée du jardin des Tuileries, permettant un accès à la galerie nationale du Jeu de Paume et au musée de l'Orangerie.

## Cinéma et littérature
En 2008, une scène du film Eden à l'ouest de Costa-Gavras est tournée dans la station Concorde[réf. nécessaire].
Dans son livre Concorde rouge (Le Cherche Midi, 2023), le journaliste Judikael Hirel raconte l'agression dont il a été victime à la station Concorde,.

## Galerie de photographies

Galerie de photographies
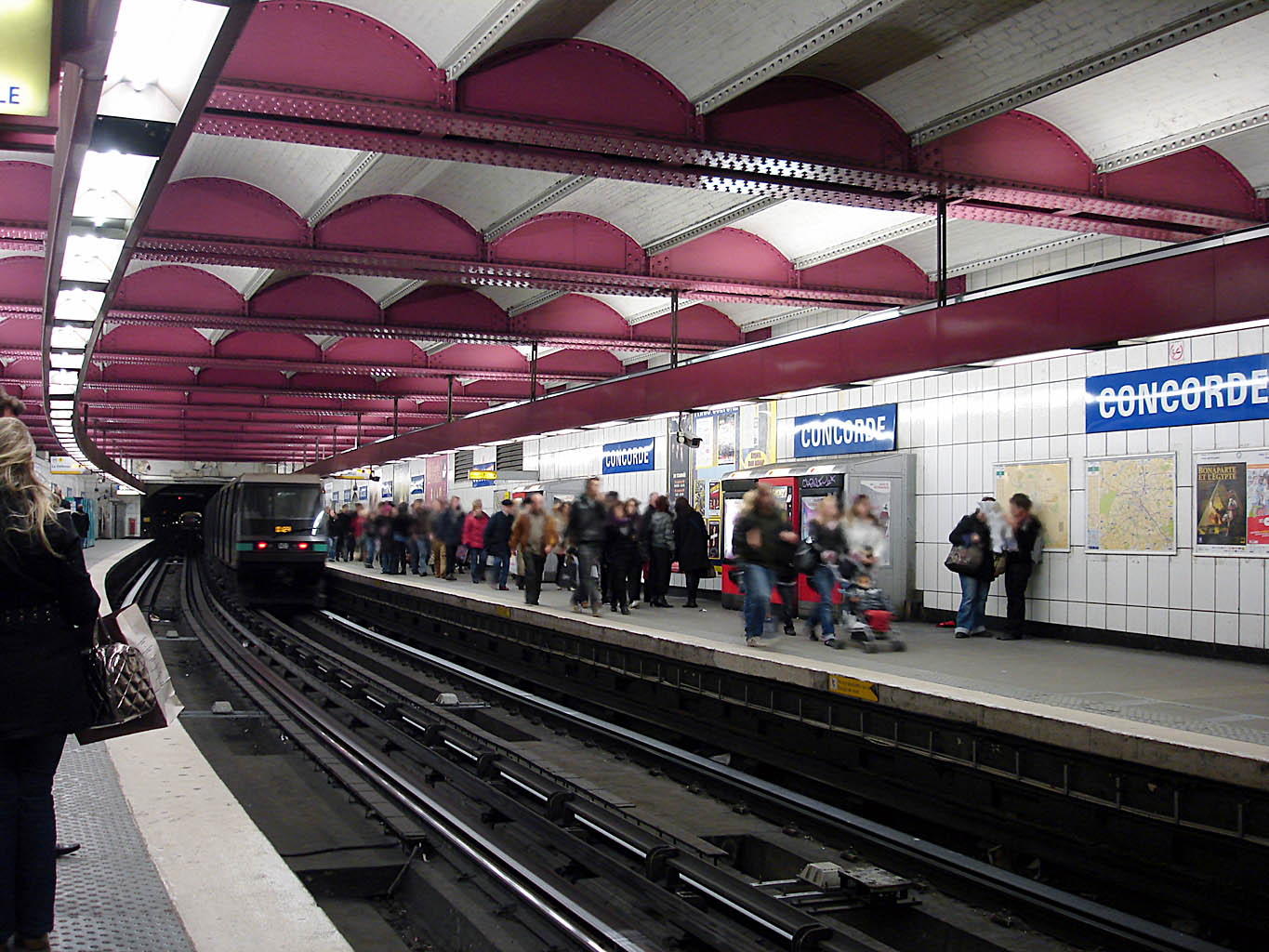
La station de la ligne 1.
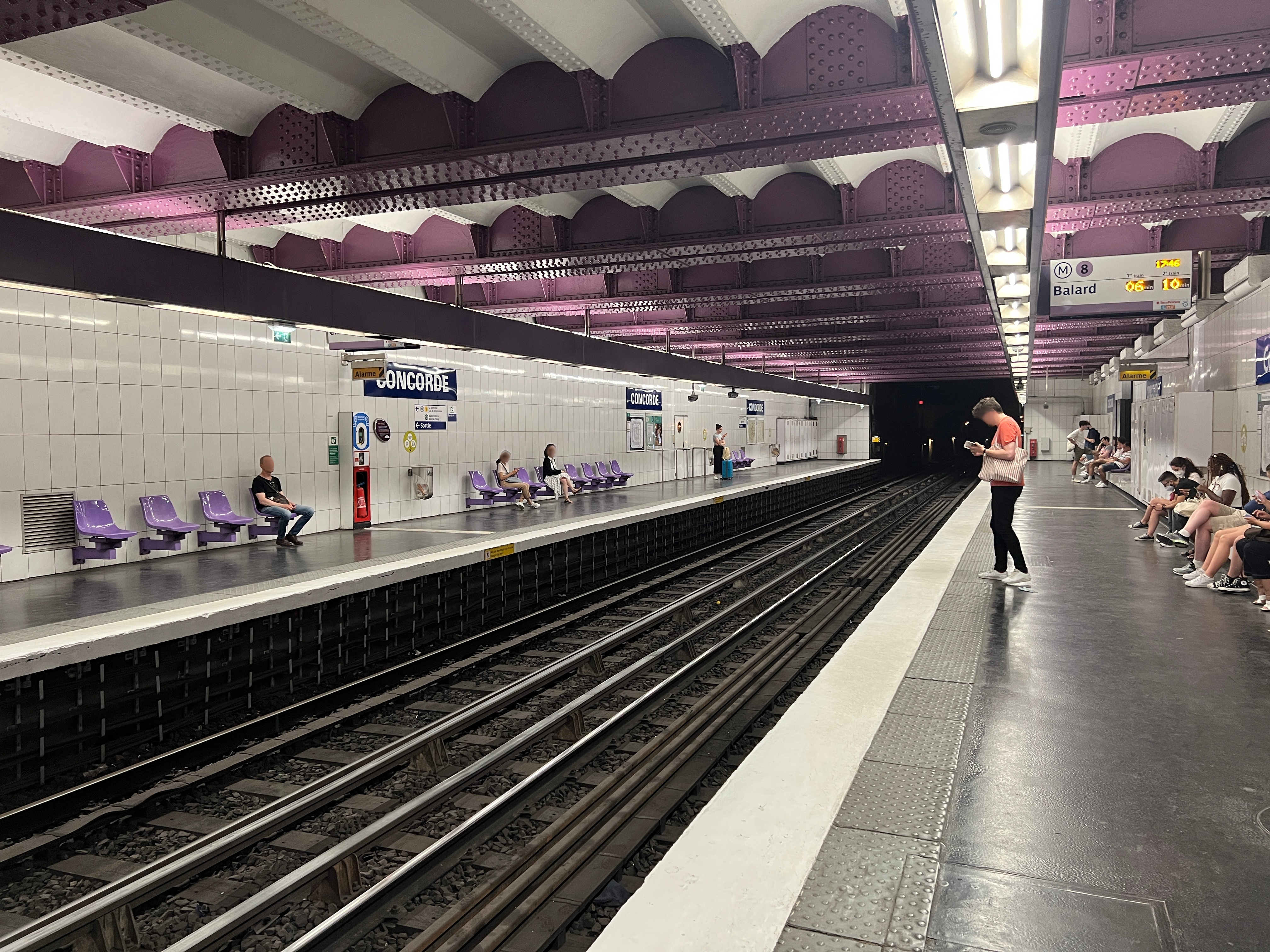
La station de la ligne 8.
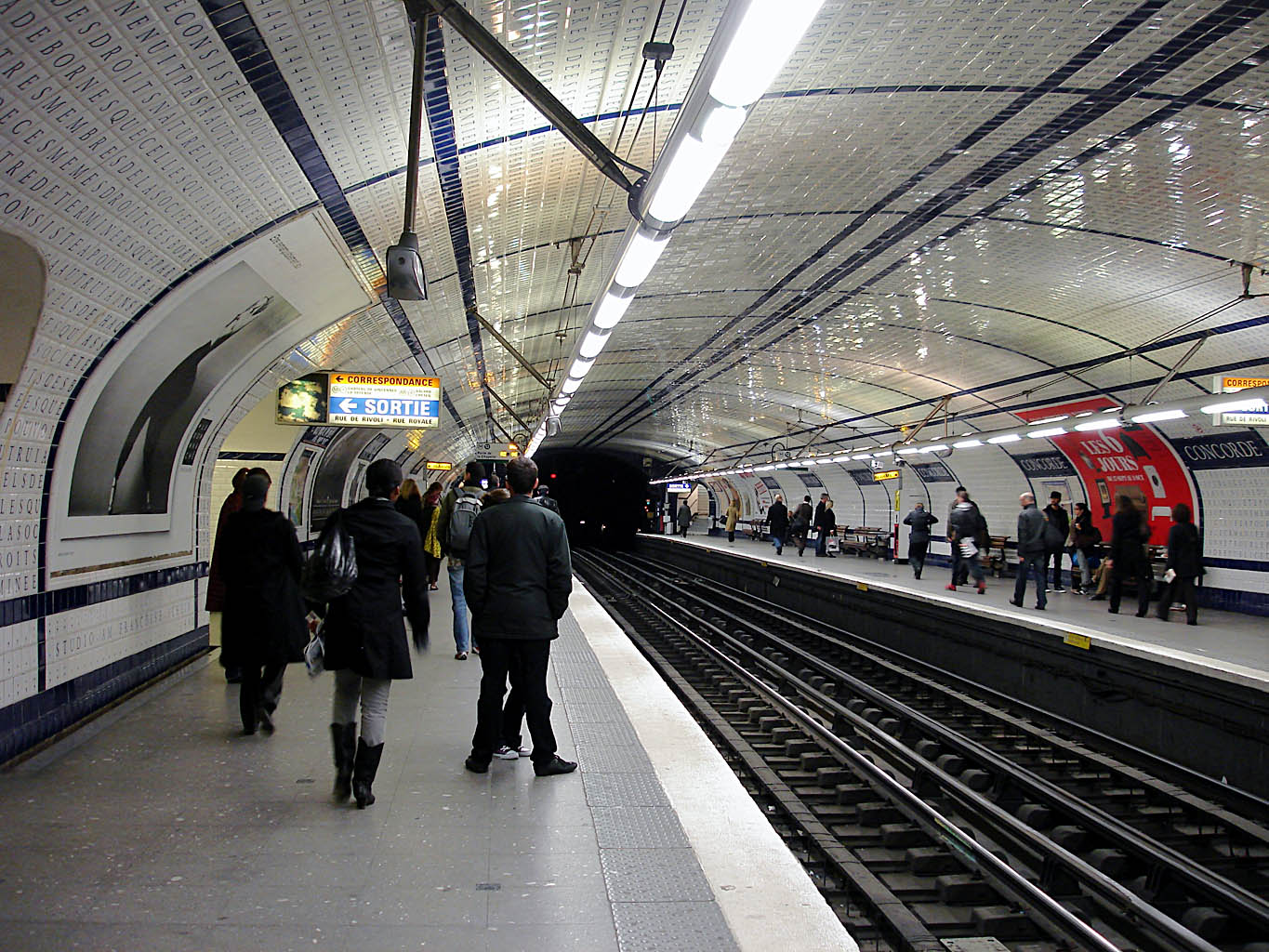
La station de la ligne 12.
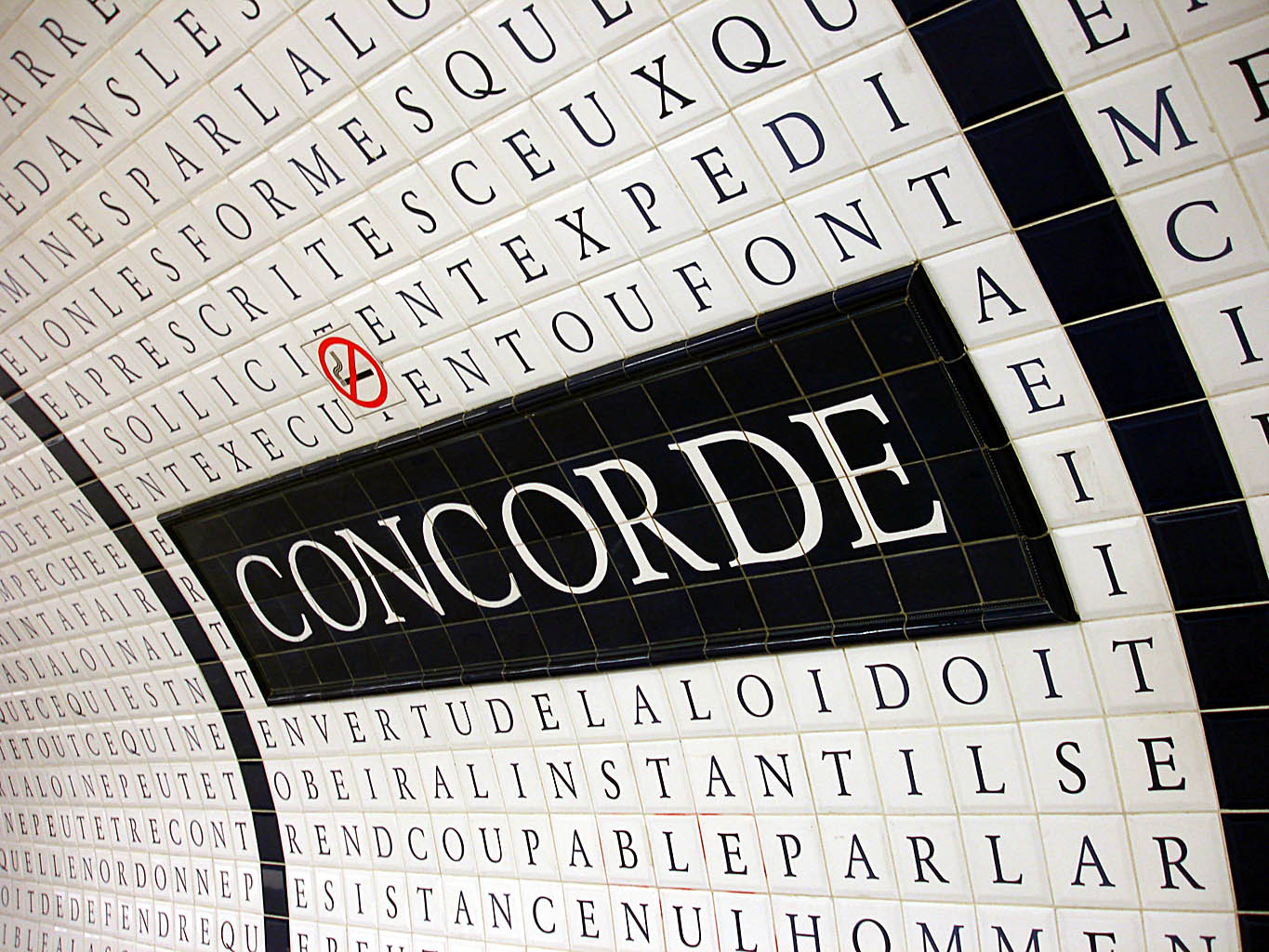
Détail des carreaux de la voûte de la station de la ligne 12.